# 映像制作センター
株式会社映像制作センター（えいぞうせいさくセンター、英: EIZO Seisaku Center Co., Ltd.）は、日本の映像制作会社。

## 概要
- 杉森秀則が設立した株式会社5エレメンツが改称して、2013年に株式会社映像制作センターとなる[1]。

## 主な担当映像
- 防衛省・海上自衛隊 メイン広報映像
- 防衛省・航空自衛隊 メイン広報映像
- 海上保安庁 メイン広報映像
- 独立行政法人 情報処理推進機構  （IPA）セキュリティ用映像
- 日本クレジットカード協会（JCCA）
- 公益法人 日本軽種馬協会
- 三菱重工業
- 川崎重工業
- 資生堂
- 荏原製作所
- 不動テトラ
- 三井三池製作所
- 理想科学工業
- 栗田工業
- 生化学工業
- 興和創薬
- キッザニア